# イングリッド・ヴァン・ニイマン
イングリッド・ヴァン・ニイマン（Ingrid Vang Nyman、1916年8月21日 - 1959年12月13日）は、デンマークのイラストレーターであった。『長くつ下のピッピ』シリーズの初版のイラスト・挿絵で著名である。『ピッピ』のイラストで世界的に有名になったにもかかわらず、ヴァン・ニイマンは作者のアストリッド・リンドグレーンほどの評価を受けず、今でもほとんど知られていない。

## 人物紹介
イングリッド・ヴァン・ニイマン（出生名イングリッド・ヴァン・ラウリトスン）はデンマーク、南ユトランドにあるヴァイェンに生まれた。知識人の家庭に生まれたヴァン・ニイマンは、自ら学び、勉強することを奨励された。17歳で進学準備の教育を受けた後、19歳からコペンハーゲンのデンマーク王立美術院で数年間学んだ。しかし、アカデミーでの生活を楽しむことができず、早期に勉強を終了した。アカデミー在学中に、画家、漫画家、作詞家のアルネ・ニイマンと出会い、1940年に結婚し、息子のペーダーをもうけた。1942年にストックホルムに移り住んだが、アルネ・ニイマンとの結婚生活は数年で解消された。ヴァン・ニイマンは1945年から1952年にかけて、彼女の最も重要なイラストの多くを制作している。1945年にラベン&シェーグレン社から出版された『長くつ下のピッピ』の挿絵もそのひとつである。1954年、ヴァン・ニーマンはコペンハーゲンに居を構えた。ヴァン・ニイマン肉体的にも精神的にも多くの病気に悩まされ、1959年に自殺した。

## 作風
ヴァン・ニイマンは子ども向けの本のイラストレーターではあったものの、子どものためのイラストも大人のためのイラストと同様に高い芸術性を持つべきだと考えていた。様々な印刷方法に精通していた彼女のイラストは、鮮やかな色彩の中に大胆な輪郭線が描かれている。彼女の作品には陰影のあるものもあるが、影を描くことはなかった。

## 経歴
『長くつ下のピッピ』のイラストで知られているが、児童書のイラストレーターとしてデビューしたのは、アストリッド・リンドグレーンとの共同制作の前年である。リンドグレーンによるいくつかの教科書や、パール・S・バックなど他の作家の本にもイラストを描いた。
ヴァン・ニイマンは生涯あまり旅をしなかったが、異文化、特に中国、アフリカ、インドなどの子どもたちに魅力を感じていた。ヴァン・ニイマンは、子供向けの地理本や、描かれた文化についての論説記事に使用することを目的としたリトグラフのシリーズを制作した。1948年には『東洋と西洋の子どもたち』と題した一連の印刷物が出版された。このリトグラフには、ヴァン・ニイマンが表現した文化についての知識と細部へのこだわりが見られる。平面的な構図や鮮やかな色の版木が日本の木版画に似ていることから、ヴァン・ニイマンがこれらの文化に魅了されたことは、他のイラストレーションのスタイルにも影響を与えている可能性がある。
ヴァン・ニイマンは、自分のアーティストとしての技術を自覚し、自分の仕事が過小評価されていると感じていたため、認めてもらおうと、時には非現実的な高額の報酬を要求した。そのため、ヴァン・ニイマンと出版社の間でもめ事が起こることもあった。しかし、ヴァン・ニイマンとアストリッド・リンドグレーンとの間には何の問題もなかったようで、リンドグレーンはヴァン・ニイマンについて、「幸運にも自分の本のために気の合うイラストレーターを見つけることができたすべての著者は、そのアーティストに永遠に感謝しているだろう」と語った。

## イラストを担当した本
- 『長くつ下のピッピ』（1945年）、アストリッド・リンドグレーン文
- 『ピッピ 船にのる』（1946年）、アストリッド・リンドグレーン文
- 『こんにちは、長くつ下のピッピ』Känner du Pippi Långstrump?（1947年）、アストリッド・リンドグレーン文
- 『ピッピ 南の島へ』（1948年）、アストリッド・リンドグレーン文
- 『北のはてのイービク』Ivik den faderlöse （1945年）、ピーパルク・フロイゲン（スウェーデン語版）文
- 『やかまし村の子どもたち』（1946年）、アストリッド・リンドグレーン文
- 『やかまし村の春夏秋冬』（1949年）、アストリッド・リンドグレーン文
- 『やかまし村はいつもにぎやか』（1952年）、アストリッド・リンドグレーン文
- 『ピーレットのやさいづくり』Pyret och Piff planterar（1947年）、ウルリカ・ヴィドマーク（スウェーデン語版）文。日本語訳: 高橋麻里子 訳、岩波書店、2016年、ISBN 978-4001112580
- Indianhunden（インドの犬）（1947年）、Anna Ljungner作
- Geir den fredløse : fortelling fra folkevandringstiden（無法者ガイア: 移住時代の物語）（1949年）、ベルンハルト・ストッケ（英語版）文
- 『カイサとおばあちゃん（スウェーデン語版）』（1950年）、アストリッド・リンドグレーン文
- 『さあ、読みましょう（1）』Nu ska vi läsa. Första boken（1948年）、Stina Borrman文; スウェーデン語の低学年用国語教科書
- Dragon Fish（1953年）、パール・S・バック文; スウェーデン語版
- Menneskenes land（人間の土地）（1967年）、Franz Berliner文
- Ingrid Vang-Nyman - Library of Congress Authorities, with 14 catalogue records